# 今井和久
今井 和久（いまい かずひさ）は、日本のテレビドラマ演出家・映画監督。石川県金沢市出身。

## 経歴
1992年TBS深夜ドラマで監督デビュー、テレビ朝日『南くんの恋人』『東京大学物語』『イグアナの娘』『ガラスの仮面』『氷点2001』TBS『山田太一ドラマ高原へいらっしゃい』関西テレビ『チームバチスタシリーズ』『美しい隣人』『GTO』等の連続ドラマや、TBS『いのちの島』等のスペシャルドラマを手掛ける一方、映画『ポストマン』(長島一茂・北乃きい)松山千春自伝映画『旅立ち〜足寄より〜』(大東駿介・萩原聖人)も手掛け、MV『松山千春・あの日の僕等』等、幅広く活動中。

## 主な作品

### ドラマ
- PLAY ALONE ひとりで見てね！（TBS・1992年）
- 花王・愛の劇場「私の生徒は12人」（TBS・1992年）
- 花王・愛の劇場「年上でもいいじゃない」（TBS・1993年）
- 七人の女弁護士・Ⅲ（テレビ朝日・1993年）
- 嘘つきは夫婦のはじまり（日本テレビ・1993年）
- 嘘でもいいから（読売テレビ・1993年）
- 南くんの恋人（テレビ朝日・1994年）
- 大家族ドラマ・嫁の出る幕（テレビ朝日・1994年）
- 東京大学物語（テレビ朝日・1994年）
- 南くんの恋人スペシャル（テレビ朝日・1995年）
- 最高の恋人（テレビ朝日・1995年）
- 明日はだいじょうぶ（関西テレビ・1996年）
- イグアナの娘（テレビ朝日・1996年）
- KIRARA（テレビ朝日・1996年）
- しようよ♡（テレビ朝日・1996年）
- しようよ♡2 女教師ナズナの場合（テレビ朝日・1996年）
- 名探偵 保健室のオバさん（テレビ朝日・1997年）
- せいぎのみかた（読売テレビ・1997年）
- ガラスの仮面（テレビ朝日・1997年）
- ガラスの仮面2（テレビ朝日・1998年）
- おそるべしっっ!!!音無可憐さん（テレビ朝日・1998年）
- 女教師（テレビ朝日・1998年）
- 可愛いだけじゃダメかしら?（テレビ朝日・1999年）
- ハッピー 愛と感動の物語（テレビ東京・1999年）
- 青い鳥症候群（テレビ朝日・1999年）
- おばあちゃま、壊れちゃったの?（テレビ朝日・2000年）
- 流れ星お銀!事件解決いたします（TBS・2000年）
- 花村大介（関西テレビ・2000年）
- 税理士楠銀平の事件帳簿 消えた遺書 (TBS・2000年)
- お前の諭吉が泣いている（テレビ朝日・2001年）
- ルーキー!（関西テレビ・2001年）
- 氷点2001（テレビ朝日・2001年）
- 傷だらけのラブソング（関西テレビ・2001年）
- 流れ星お銀!事件解決いたします2（TBS・2001年）
- 流れ星お銀!事件解決いたします3 (TBS・2002年)
- 花王・愛の劇場「ダンシングライフ」（TBS・2003年）
- 山田太一原作ドラマ「高原へいらっしゃい」（TBS・2003年）
- ああ探偵事務所（テレビ朝日・2004年）
- 税理士 楠銀平の事件帳簿2 領収書は語る（TBS・2004年）
- マザー&ラヴァー（関西テレビ・2004年）
- アストロ球団（CS・テレ朝チャンネル・2005年）
- ムコ入り刑事2高山家・明の事件ファイル (TBS・2005年)
- 7人の女弁護士（テレビ朝日・2006年）
- 愛の劇場「いい女」（TBS・2006年）
- ロト6で3億2千万円当てた男(朝日放送/テレビ朝日・2008年）
- チーム・バチスタの栄光（関西テレビ・2008年）
- 松本清張生誕100年スペシャル・夜光の階段（テレビ朝日・2009年）
- チーム・バチスタの栄光SPECIAL〜新たな迷宮への招待〜（関西テレビ・2009年）
- チーム・バチスタ第2弾 ナイチンゲールの沈黙（関西テレビ・2009年）
- いのちの島（TBS・2009年）
- エンゼルバンク〜転職代理人〜（テレビ朝日・2010年）
- チーム・バチスタ2 ジェネラル・ルージュの凱旋（関西テレビ・2010年）
- チーム・バチスタSP2011〜さらばジェネラル!天才救命医は愛する人を救えるか〜（関西テレビ・2011年）
- 美しい隣人（関西テレビ・2011年）
- チーム・バチスタ3 アリアドネの弾丸（関西テレビ・2011年）
- 陽はまた昇る（テレビ朝日・2011年）
- O-PARTS〜オーパーツ〜（フジテレビ・2012年）
- GTO（関西テレビ・2012年）
- GTO秋も鬼暴れスペシャル（関西テレビ・2012年）
- GTO完結編〜さらば鬼塚！卒業スペシャル（関西テレビ・2013年）
- サキ（関西テレビ・2013年）
- 明日の光をつかめ -2013夏-（東海テレビ・2013年）
- チーム・バチスタ4 螺鈿迷宮（関西テレビ・2014年）
- GTO台湾（GTV・関西テレビ・2014年）
- 女請負人〜仕掛けられた女の罠〜（フジテレビ『金曜プレステージ』・2014年）
- 素敵な選TAXI（関西テレビ・2014年）
- ホテルコンシェルジュ（TBS・2015年）
- スミカスミレ 45歳若返った女（テレビ朝日・2016年）
- メディカルチーム レディ・ダ・ヴィンチの診断(関西テレビ・2016年)
- 特命係長 只野仁　AbemaTVオリジナル（AbemaTV・2017年）
- 庶務行員 多加賀主水が許さない（テレビ朝日「日曜ワイド」・2017年）
- 特命係長 只野仁（Abema TVオリジナル・2018年）
- 越路吹雪物語（テレビ朝日「帯ドラマ劇場」・2018年）
- 庶務行員 多加賀主水が悪を断つ（テレビ朝日「日曜プライム」・2019年）
- 庶務行員 多加賀主水（テレビ朝日「日曜プライム」・2019年）
- 庶務行員 多加賀主水4（テレビ朝日「日曜プライム」・2020年）
- 庶務行員・多加賀主水5（テレビ朝日「ドラマスペシャル」・2020年）

### 映画
- ポストマン（ザナドゥー・2008年）
- 旅立ち〜足寄より〜（プラスミック・シーエフピー・2008年）